# 戴焕 (解放军少將)
戴煥，男，中國大陸政治，軍事人物，中共黨員。
是一位獲中國人民解放軍少將軍階的中共將领，原湖南省军区副司令员。